# Fritule
A fritule horvát ünnepi sütemény, fánkgolyó, amelyet kifejezetten karácsonyra készítenek. Elsősorban Kvarnerhez, Isztriához és Dalmáciához kötődik.
Hasonlítanak a kisfánkra, az olasz zeppolára, a velencei frìtole-ra és a holland karácsonyi snack-oliebolra („olajgolyók”).
Rummal és citromhéjjal ízesítik, a tésztába mazsolákát tesznek és megszórják porcukorral a sütemény tetejét. Az étel egyik változatát, a miške-t Szlovéniában készítik.

## Hozzávalók
- 1/2 kg liszt
- 2 tojás
- 5 dkg cukor
- 3 dl tej
- 3 dkg élesztő
- egy kis rum
- reszelt citromhéj
- egy kis só
- mazsola

## Elkészítése
Az élesztőt meleg tejben felmorzsoljuk, és hagyjuk kelni 15 percig. Az összes hozzávalót összekeverjük, és robotgéppel sima, habos tésztát kapunk. Hagyjuk még egy kicsit kelni. A tésztát kanállal kikanalazzuk, és forrásban lévő olívaolajba tesszük, és aranybarnára sütjük. A sült fánkokat papírszalvétára tesszük lecsepegni. Megszórjuk őket porcukorral, és forrón tálaljuk.

## Képgaléria

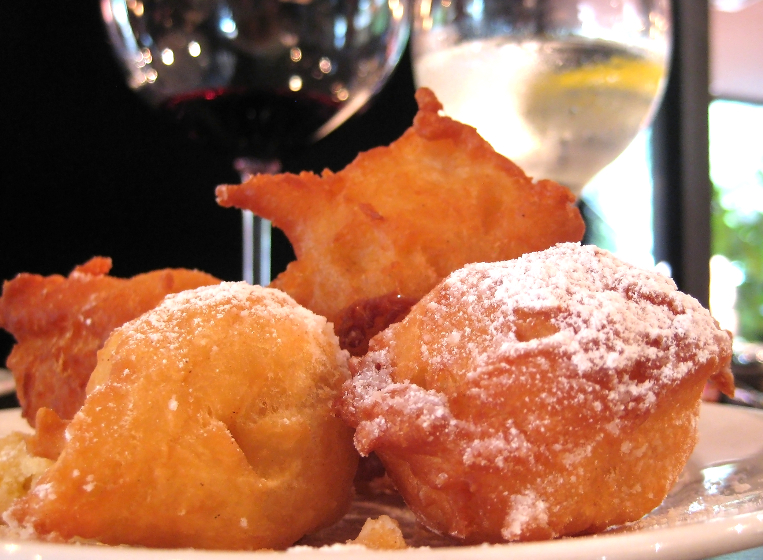
Fritule készült karácsony estére
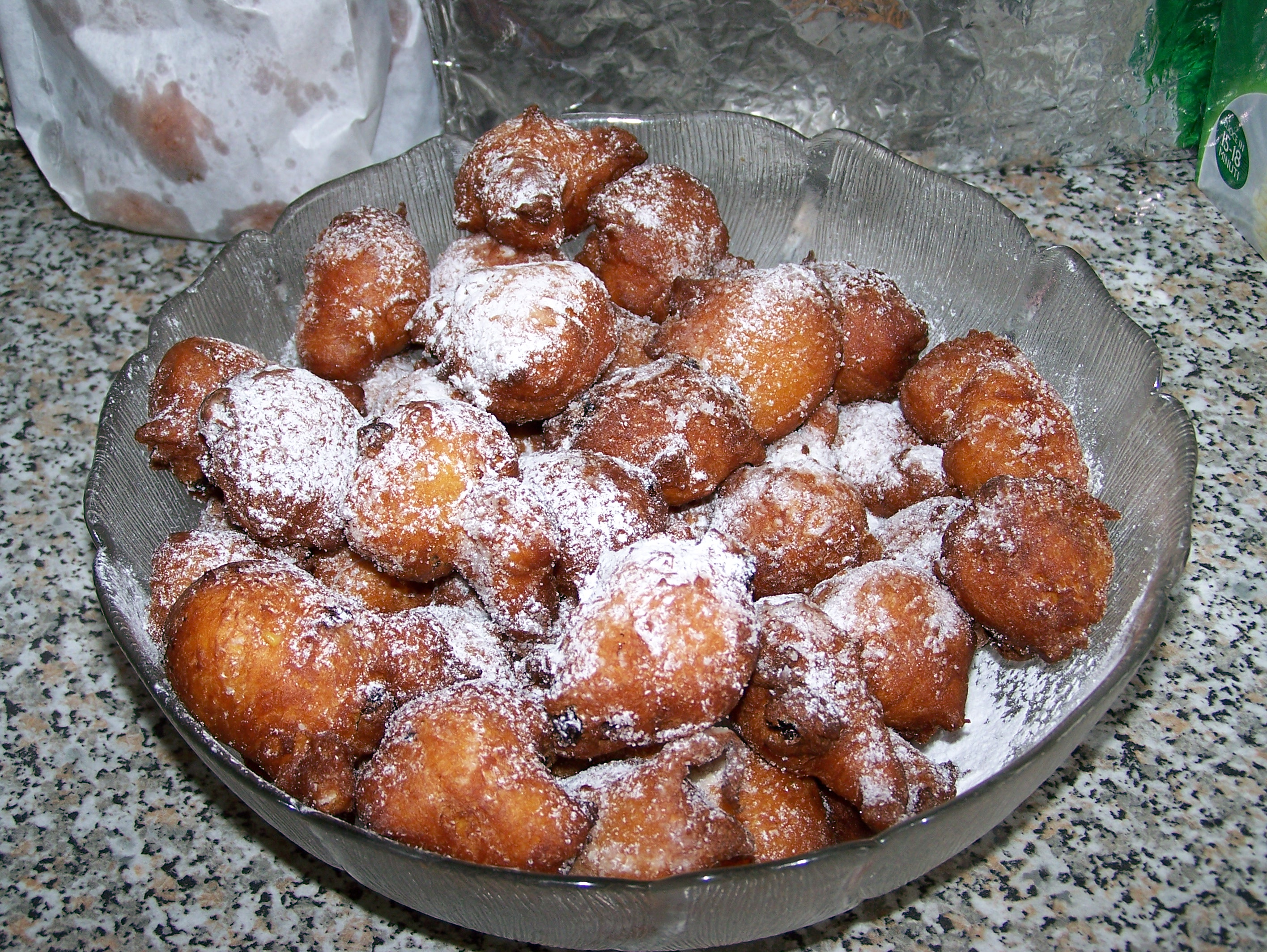
Fritule
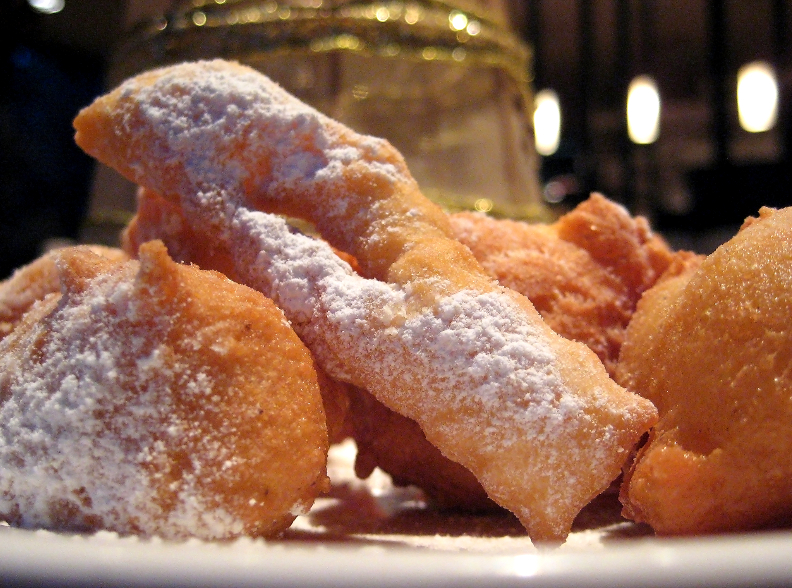
Fritule

## Fordítás
- Ez a szócikk részben vagy egészben  a   Fritule című angol Wikipédia-szócikk ezen változatának fordításán alapul.  Az eredeti cikk szerkesztőit annak laptörténete sorolja fel. Ez a jelzés csupán a megfogalmazás eredetét és a szerzői jogokat jelzi, nem szolgál a cikkben szereplő információk forrásmegjelöléseként.